# Selma (Oregon)
Selma ist ein gemeindefreies Gebiet (engl. unincorporated community) und ein vom United States Census Bureau zu Statistikzwecken definiertes Siedlungsgebiet (CDP) im Josephine County des US-Bundesstaates Oregon in den Vereinigten Staaten. Das U.S. Census Bureau hat bei der Volkszählung 2020 eine Einwohnerzahl von 661 ermittelt.

## Geographie
Selma liegt südwestlich des Zentrums von Josephine County im Tal des Deer Creek, einem nach Westen fließenden Nebenfluss des Illinois River und ist Teil der Wasserscheide des Rogue River. Die US-Route 199 verläuft durch das Stadtzentrum und führt 13 km südlich bis nach Cave Junction und 32 km nordöstlich bis zur Kreisstadt Grants Pass. Der Lake Selmac befindet sich etwa drei Meilen südöstlich und der Eight Dollar Mountain liegt im Südwesten; er ist Teil des Rogue River-Siskiyou National Forest und gilt als eine der bedeutendsten botanischen Stätten in Oregon und ist ein Hauptgebiet des Artenendemismus im Bundesstaat.

## Wirtschaft und Infrastruktur
Das Siskiyou Field Institute (ehemals Deer Creek Center) beschäftigt sich mit der Erforschung der Klamath-Siskiyou-Ökoregion und liegt eine Meile westlich von Selma; es war von 2004 bis 2014 ein Partnerinstitut der Southern Oregon University.

## Persönlichkeiten
Der Schauspieler John Wayne lernte die Gegend rund um Selma bei Dreharbeiten entlang des Rogue River zum Film Mit Dynamit und frommen Sprüchen schätzen. Er besuchte regelmäßig die Ranch eines Freundes, die Deer Creek Ranch eine Meile westlich von Selma, und hielt dort einige seiner Pferde. Heute befindet sich dort das Siskiyou Field Institute (SFI).
Aus Selma stammt ebenfalls die 1984 geborene Country-Musik-Sängerin Kristy Lee Cook, die in der siebten Staffel von American Idol den siebten Platz belegte. Im Juli 2019 verstarb der aus Chicago stammende Schauspieler Charles Levin (1949–2019) in einem Waldgebiet nordöstlich des Ortes; er lebte bis zu seinem Tod in Grants Pass.